# Tyska skolan i Helsingfors
Tyska skolan i Helsingfors, eller Deutsche Schule Helsinki, är en tyskspråkig skola i staden Helsingfors. Den ligger på Malmgatan 14. Skolan är Finlands äldsta internationella skola. Den är grundad av de ursprungligen tyskspråkiga släkterna Stockmann, Fazer, Paulig och von Rohden år 1881. Skolan ligger i Kampen och består av förskola, grundskola och gymnasium. Skolan har ungefär 600 elever av vilka cirka 80 % är finländare. Gymnasiet leder till tyska studentexamen. Tidigare erbjöd skolan även undervisning åt elever med svenska som modersmål.
Arkitekten Runar Eklund ritade byggnaden 1932. Den blev klar påföljande år och var Eklunds sista arbete. En omfattande renovering och påbyggnad genomfördes mellan åren 1976 och 1979 enligt arkitekten Walter Schnitzlers ritningar.